# Kildrummy Castle

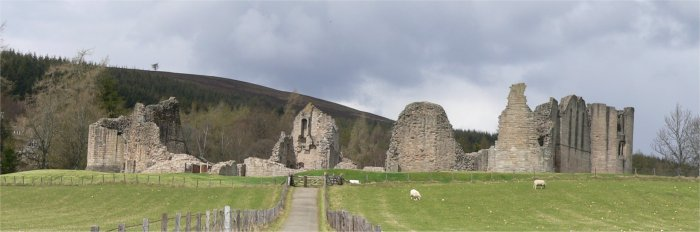
Kildrummy Castle van de voorzijde. In het verlengde van het pad is de achterzijde van de Elphinstone Tower te zien, aan de rechterzijde de Warden's Tower met ervoor de ramen van de kapel.

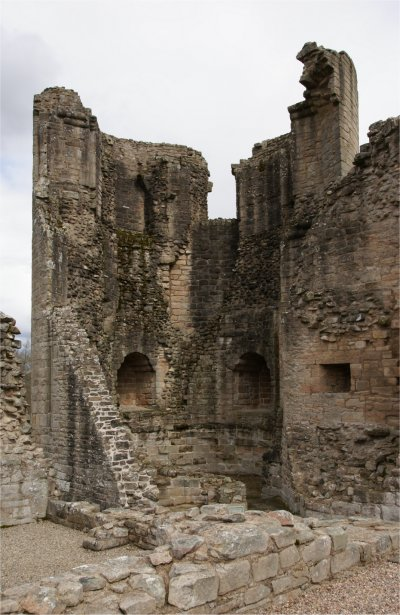
De Warden's Tower.

Kildrummy Castle is een kasteelruïne uit de dertiende eeuw, vlak bij het gehucht Kildrummy (60 kilometer ten westen van Aberdeen), gelegen in de regio Aberdeenshire van Schotland.

## Geschiedenis

### Bouw
Het is onbekend wanneer de bouw van het kasteel precies begonnen is. Men neemt aan dat het kasteel gebouwd is door een Earl of Mar. Het is in ieder geval bekend dat Eduard I van Engeland het kasteel in 1296 en 1303 bezocht. Tijdens zijn bezoek in 1296 werd er nog aan het kasteel gebouwd. Het is mogelijk dat hij zelf ook in de bouw geïnvesteerd heeft. Het kasteel werd beheerd door de Earls of Mar.

### Schotse onafhankelijkheidsoorlog
In 1306 liet Robert the Bruce zichzelf tot koning van Schotland kronen. Robert was gehuwd geweest met Isabella of Mar, de dochter van de Earl of Mar. Om zijn familie in veiligheid te brengen voor Eduard I van Engeland, liet Robert zijn dochter, zijn tweede echtgenote, Elizabeth de Burgh en zijn zussen Mary en Christina door zijn broer Neil Bruce en John of Strathbogie naar Kildrummy Castle overbrengen, hetgeen redelijk ver noordelijk van de Engelse grens lag.
De Engelse troepen rukten vrij spoedig op naar Kildrummy Castle, waarop John of Strathbogie de familie van Robert the Bruce naar elders overbracht. Onderweg werden ze gevangengenomen en John of Strathbogie werd geëxecuteerd. Neil Bruce bleef in Kildrummy Castle om het te verdedigen tegen de Engelsen. Hij was hierin lange tijd succesvol, totdat zijn smid verraad pleegde. De smid stak een voorraad opgeslagen graan in brand. Het vuur verspreidde zich snel door het kasteel, waardoor Neil zich moest overgeven. Neil werd kort daarop door de Engelsen in Berwick-upon-Tweed terechtgesteld. De smid werd voor zijn verraad door de Schotten gedood. Volgens de overlevering lieten ze hem een grote steen inslikken, waardoor hij stikte.

### Na de Schotse onafhankelijkheidsoorlog
Het kasteel werd weer gerepareerd en behield zijn functie door zijn strategische ligging. In 1335 werd het opnieuw kortdurend door pro-Engelse Schotten belegerd, maar deze trokken zich terug en werden verslagen, toen een leger kwam om het kasteel te ontzetten. De Earl of Mar in 1346 was niet trouw aan de Schotse koning David II van Schotland, waarop het kasteel belegerd werd door David en ingenomen en er kwam een nieuwe Earl of Mar. Na het overlijden van Alexander Stewart, Earl of Mar, in 1435, kwam het kasteel in handen van de koning. Het kasteel werd in de daarop volgende periode verder aangepast.

### Elphinstone en Erskine
In 1507 schonk de koning het kasteel aan Lord Elphinstone, alhoewel die niet de Earl of Mar was. In 1626 kreeg John Erskine, als Earl of Mar het kasteel in handen in plaats van de familie Elpinstone. In 1690 werd het kasteel ernstig beschadigd door een jakobitisch garnizoen dat er lag. Na de opstand onder Jacobus Frans Eduard Stuart, bijgenaamd The Old Pretender, werd het kasteel verlaten en raakte in verval.

## Architectuur
Het kasteel heeft een plattegrond in de vorm van een vijfhoek. Het poortgebouw is naar het zuidoosten gericht. De achterwand is naar het noordwesten gericht, met op beide hoeken een toren. De westelijke toren was de grootste toren van het kasteel en wordt de Snow Tower genoemd. De noordelijke toren is daarna de grootste toren en wordt de Warden's Tower genoemd. Vanuit deze twee toren maakt de muur aan weerskanten een hoek van 90 graden in zuidoostelijke richting tot aan twee kleinere torens, welke de Maldis Tower en de Burges Tower worden genoemd. Vanuit deze twee torens gaat de muur weer aan weerskanten met een hoek door naar het poortgebouw. Het poortgebouw bestaat uit twee torens met daartussen een ophaalbrug over een uitgegraven diepte. Rondom het kasteel ligt een greppel met daaromheen een aarden verhoging.
In het kasteel bevond zich de grote hal in een gebouw tegen de achterwand. In later tijd is het westelijke deel van deze hal aangepast tot een aparte woontoren met de naam Elphinstone Tower. De keukens bevonden zich tussen de grote hal en de Warden's Tower. Midden in de noordoostelijke muur (tussen de Warden's Tower en een van de twee kleinere torens) bevindt zich de kapel. Vermoedelijk was men van plan geweest bij de kapel ook een toren te maken, aangezien het fundament ervoor zichtbaar is aan de buitenzijde van de muur.
Het kasteel is in de loop van de tijd ernstig vervallen en stenen zijn gebruikt voor andere gebouwen, waaronder Glenbuchat Castle. De Snow Tower is bijna volledig ingestort in 1805. Ook het poortgebouw en de grote hal zijn voor een groot deel verdwenen.

## Beheer
Het kasteel wordt beheerd door Historic Environment Scotland.